# Plymouth County, Iowa
Plymouth County är ett administrativt område i delstaten Iowa, USA, med 24 986 invånare. Den administrativa huvudorten (county seat) är Le Mars.

## Geografi
Enligt United States Census Bureau har countyt en total area på 2 238 km². 2 237 km² av den arean är land och 1 km² är vatten.

### Angränsande countyn
- Sioux County - norr
- Cherokee County - öst
- Woodbury County - söder
- Union County, South Dakota - väst